# Tol Eressëa
Tol Eressëa, también llamada la "Isla Solitaria" o simplemente Eressëa, es un lugar ficticio perteneciente al legendarium del escritor británico J. R. R. Tolkien, y que aparece en su novela El Silmarillion. Ubicada en aguas de la bahía de Eldamar justo frente al Calacirya.

## Historia
Después del gran cataclismo provocado por la destrucción de Almaren, Tol Eressëa era una gran isla en medio del Belegaer. Cuando los elfos despertaron en Cuiviénen en las Edades de las Estrellas y, conducidos por sus líderes (Ingwë, Finwë y Elwë), llegaron a las costas de la Tierra Media, tras la Gran Marcha; se encontraron con la dificultad de cruzar el Gran Mar. Ulmo el vala, Señor de los Océanos; arrancó la Isla y la usó como gran navío para transportar a los Elfos.
Fue así que los Noldor y los Vanyar fueron "embarcados" en la isla, pero una parte de esta quedó encallada frente a las costas de Beleriand Sur, en las cercanías de la desembocadura del río Sirion; formando la Isla de Balar. A pesar de esto, esas razas Eldar llegaron sin mayores contratiempos a Las Tierras Imperecederas. Años después, cuando fueron a buscar a los Teleri; estos se habían aficionado tanto al Mar que Ossë, el maia, Señor de las Olas, convenció a Ulmo de que no completara el cruce, sino que anclara la isla en la bahía de Eldamar. 
Aunque estaban a la vista de Aman y recibían la Luz de los Dos Árboles de Valinor, los Teleri permanecieron separados de sus hermanos durante muchos siglos por lo que en ese tiempo la isla recibió su nombre de Tol Eressëa, la «Isla Solitaria». Su aislamiento no terminó hasta que aprendieron a construir embarcaciones. A partir de entonces, fueron dueños de los mares y viajaron a donde quisieron. Los elfos que se quedaron en la isla (otros se fueron y fundaron Alqualondë) construyeron la imponente ciudad portuaria de Avallónë, cuya Blanca Torre se veía desde Númenor.
Tras el hundimiento de Beleriand, los Noldor a los que se les había permitido el retorno a Aman y los Sindar que quisieron irse a vivir con sus parientes los Teleri; marcharon desde los Puertos Grises y se instalaron en la Isla. Durante la Segunda Edad del Sol los elfos de Tol Eressëa comerciaron y llevaron regalos de los valar a la Isla de Númenor. Esto sucedió hasta que los Númenóreanos se dividieron entre Fieles y Hombres del Rey y estos últimos gobernaron. En esa época, c. 2250 S. E., los Numenoreanos se rebelaron contra los Valar porque querían tener la inmortalidad de los Elfos, y por lo tanto, se cortaron todas las relaciones. Fue durante el Reinado de Ar-Pharazôn que Sauron convenció a los Dúnedain que debían atacar Valinor para lograr torcerle el brazo a los Valar. El Rey comandó una Gran Flota, que llegó a la Isla, pero no pudo lograr su cometido porque Illuvatar, en el año 3319 S. E.; levantó una gran ola que destruyó la flota y sepulto la isla de Númenor. A partir de ese momento todo el continente de Aman e incluida la Isla de Tol Eressëa se separó del Mundo. Esto tuvo que ser así luego del cambio del mundo, tras la anegación de Númenor, cuando las Tierras Imperecederas fueron retiradas de los círculos del mundo., convirtiéndolo esférico, y sólo se podía llegar a ella a través del Camino Recto.
Durante la Tercera Edad del Sol los Elfos siguieron llegando a Eressëa a vivir, y al final de esta Edad y principios de la Cuarta sirvió de hogar para los portadores del anillo: Bilbo y Frodo Bolsón, Gandalf, Elrond y Galadriel; posteriormente sirvió de hogar para Legolas, Gimli y Samsagaz Gamyi.[cita requerida]